# Pavel Roman
Pavel Roman, né le 25 janvier 1943 et décédé le 30 janvier 1972, était un patineur artistique tchécoslovaque. Avec sa sœur Eva Romanová, il a gagné quatre titres mondiaux en danse sur glace.

## Palmarès
(avec Eva Romanová)

### En couple artistique
| Compétition                     | 1957 | 1958 | 1959 |  |  |  |  |  |  |  |  |  |  |  |
| Championnats d’Europe           |      |      | 12e  |  |  |  |  |  |  |  |  |  |  |  |
| Championnats de Tchécoslovaquie | 3e   | 2e   | 2e   |  |  |  |  |  |  |  |  |  |  |  |
|                                 |      |      |      |  |  |  |  |  |  |  |  |  |  |  |

### En danse sur glace
| Compétition                                                                                            | 1959 | 1960 | 1961 | 1962 | 1963 | 1964 | 1965 |
| Championnats du monde                                                                                  |      |      | CA   | 1er  | 1er  | 1er  | 1er  |
| Championnats d’Europe                                                                                  | 7e   | 7e   | 5e   | 3e   | 2e   | 1er  | 1er  |
| Championnats de Tchécoslovaquie                                                                        | 1er  | 1er  | 1er  | 1er  | 1er  | 1er  | 1er  |
| Légende : CA = Championnats du monde 1961 annulés à cause de la catastrophe aérienne du vol 548 Sabena |      |      |      |      |      |      |      |